# Associazione Calcio Enotria 1913-1914
Questa pagina raccoglie le informazioni riguardanti l'Associazione Calcio Enotria  nelle competizioni ufficiali della stagione 1913-1914.

## Avvenimenti
La compagine milanese iscrisse due squadre al "Torneo primi calci", indetto dal giornale torinese Lo Sport del Popolo: la prima squadra, avente limite di età 17 anni non compiuti all'inizio del torneo (nati dopo il 1º gennaio 1896), e la squadra riserve.
La prima squadra vinse la competizione battendo nelle finali la vincente del Piemonte e della Liguria.

## Rosa
| N. |                   | Ruolo | Calciatore         |
| -- | ----------------- | ----- | ------------------ |
|    | Italia (bandiera) | A     | Antonio Bellotti   |
|    | Italia (bandiera) | C     | Bevilacqua         |
|    | Italia (bandiera) | A     | Canevari           |
|    | Italia (bandiera) | C     | Cellerier          |
|    | Italia (bandiera) | A     | Carlo Confalonieri |
|    | Italia (bandiera) | C     | Dell'Acqua         |
|    | Italia (bandiera) | C     | Defendi (c)        |
|    | Italia (bandiera) | P     | Galli              |
|    | Italia (bandiera) | A     | Mario Giambelli    |
|    | Italia (bandiera) | D     | Mario Giuriati     |
|    | Italia (bandiera) | D     | Grandi             |

| N. |                   | Ruolo | Calciatore           |
| -- | ----------------- | ----- | -------------------- |
|    | Italia (bandiera) | A     | Guffanti             |
|    | Italia (bandiera) | A     | Giuseppe Lunghi      |
|    | Italia (bandiera) | C     | Mamoli               |
|    | Italia (bandiera) | A     | Montaldi             |
|    | Italia (bandiera) | D     | Carlo Pavesi         |
|    | Italia (bandiera) | A     | Oreste Perfetti      |
|    | Italia (bandiera) | D     | Rho                  |
|    | Italia (bandiera) | A     | Alessandro Romagnoli |
|    | Italia (bandiera) | P     | Luigi Rossi          |
|    | Italia (bandiera) | C     | Segale               |
|    | Italia (bandiera) | C     | Zucchetti            |